# امبوهینامبوارینا
امبوهینامبوارینا (به لاتین: Ambohinamboarina) یک سکونتگاه مسکونی در ماداگاسکار است که در هائوته ماتسیاترا واقع شده‌است.

## خصوصیات
امبوهینامبوارینا ۱۲٬۰۰۰ نفر جمعیت دارد و ۱٬۱۳۰ متر بالاتر از سطح دریا واقع شده‌است.